# Federico Alonso Tellechea
Federico Alonso Tellechea (Buenos Aires, Argentina, 15 de agosto de 1981) es un deportista español que compitió en vela en la clase 49er, compartiendo barco con su hermano Arturo.
Ganó una medalla de bronce en el Campeonato Mundial de 49er de 2015 y una medalla de plata en el Campeonato Europeo de 49er de 2008. Además, obtuvo una medalla de oro en el Campeonato Mundial de Cadet de 1998.

## Trayectoria
Es hijo de padre asturiano y madre uruguaya. Nació en Buenos Aires, pero se instaló en Gijón en 1997. Comenzó compitiendo en las clases Optimist, Cadet y Laser, para posteriormente formar equipo con su hermano Arturo en la clase 49er, en la que tuvo sus principales éxitos. En 2009 se proclamó campeón de España y campeón de la Copa del Mundo de Vela de la ISAF en la clase 49er. El título de España lo revalidó hasta el año 2013, coronándose campeón nacional por cinco veces consecutivas. En 2012 ganó también la Copa de España y clasificó a España en la clase 49er para los Juegos Olímpicos de Londres, pero la Real Federación Española de Vela eligió al equipo vasco formado por Iker Martínez y Xabier Fernández para competir en los Juegos. En 2020 ganó por sexta vez el Campeonato de España, y en 2021 repitió triunfo obteniendo su séptimo título nacional.

## Palmarés internacional
| Campeonato Mundial | Campeonato Mundial          | Campeonato Mundial | Campeonato Mundial |
| Año                | Lugar                       | Medalla            | Clase              |
| ------------------ | --------------------------- | ------------------ | ------------------ |
| 1998               | Kurenpolder ( Países Bajos) | Medalla de oro     | Cadet              |

| Campeonato Mundial | Campeonato Mundial          | Campeonato Mundial | Campeonato Mundial |
| Año                | Lugar                       | Medalla            | Clase              |
| ------------------ | --------------------------- | ------------------ | ------------------ |
| 2015               | Buenos Aires ( Argentina)   | Medalla de bronce  | 49er               |
| Campeonato Europeo |                             |                    |                    |
| Año                | Lugar                       | Medalla            | Clase              |
| 2008               | Palma de Mallorca ( España) | Medalla de plata   | 49er               |